# Tirailleur
Pour l’article ayant un titre homophone, voir Tirailleurs.
Un tirailleur est un fantassin faisant partie des unités légères de l'infanterie.

## Historique
Le mot tirailleur a deux significations dans le domaine militaire.
C'est une tactique de combat de l'infanterie, souvent pratiquée par des troupes légères qui se déploient devant le front des troupes, pour harceler l'ennemi, selon les époques avec des armes de jet ou des armes à feu, en tirant fréquemment et sans ordre.
Cette méthode de combat a aussi donné son nom à certaines unités de l'infanterie légère qui la pratiquaient dans différentes armées. À partir du XIXe siècle, l'armée française a formé beaucoup de ces unités, équipées légèrement, dans les colonies. Il y eut ainsi des tirailleurs en Afrique du Nord, en Afrique noire, en Indochine. Il y eut aussi des Tirailleurs corses en Corse.
Le mode d'action du tirailleur s'oppose à celui de l'infanterie de ligne qui combat en rang et dont les feux peuvent être commandés suivant les usages. Une plus grande autonomie est donc accordée au tirailleur qui échappe au commandement direct de son état-major. Charles Ardant du Picq remarque ainsi : « Nombre d'auteurs, nombre de militaires recommandables nous présentent les tirailleurs en grande bande comme un résultat voulu, prémédité de certaines nécessités de la guerre. Demandez-leur cependant quelques idées nettes, précises, sur ce mode d'action, et vous verrez que ce mot de tirailleurs en grande bande n'est autre chose qu'un euphémisme, mis pour désordre absolu. »
Enfin, il semblerait qu'il soit à préciser que l'étymologie du mot soit à chercher dans le verbe tirailler (dans son acception de harceler) et non dans l'expression « tire ailleurs ».

## Tirailleurs de l'Armée française

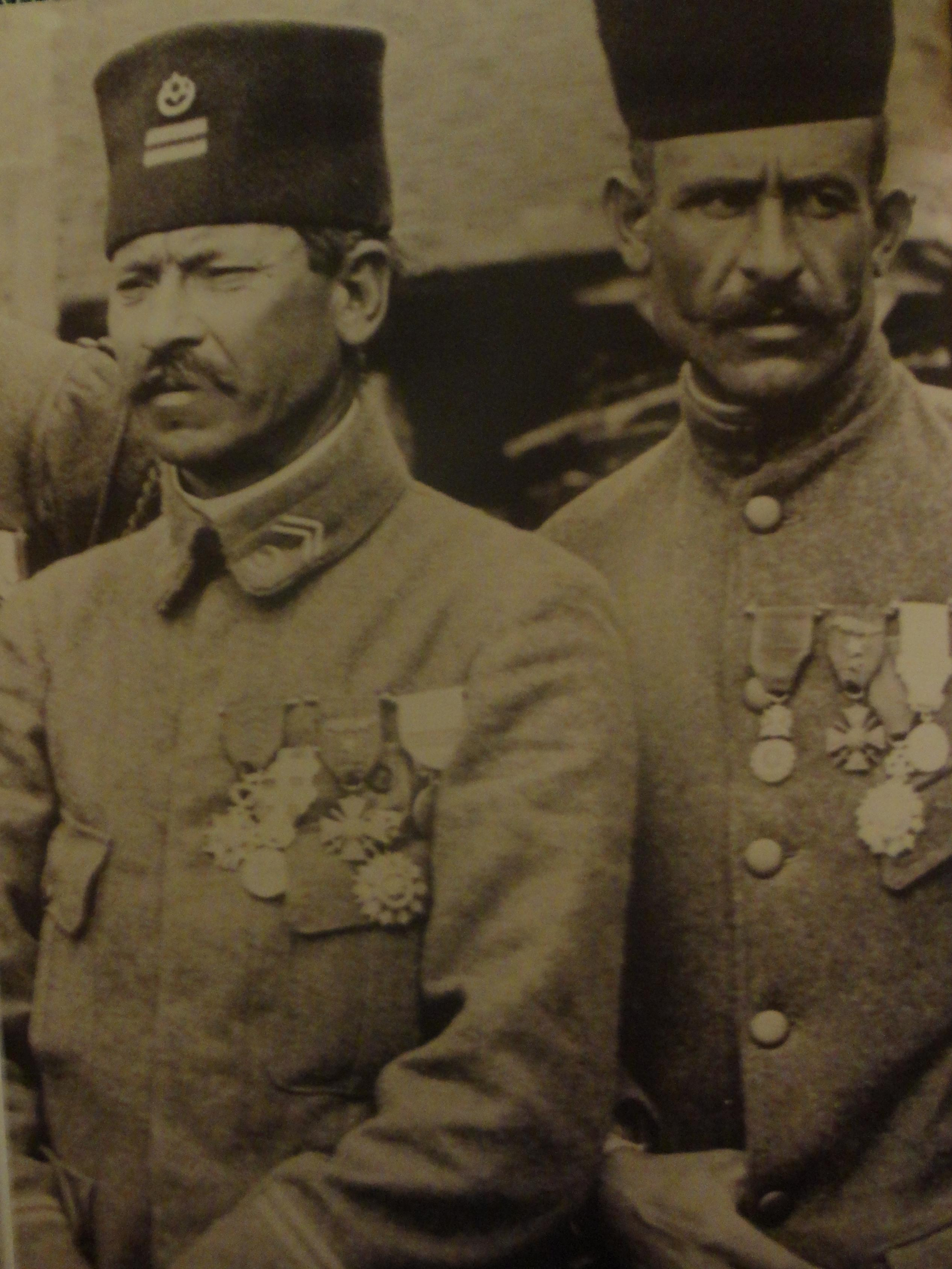
Lieutenant et tirailleur du 4e RTT (1917)

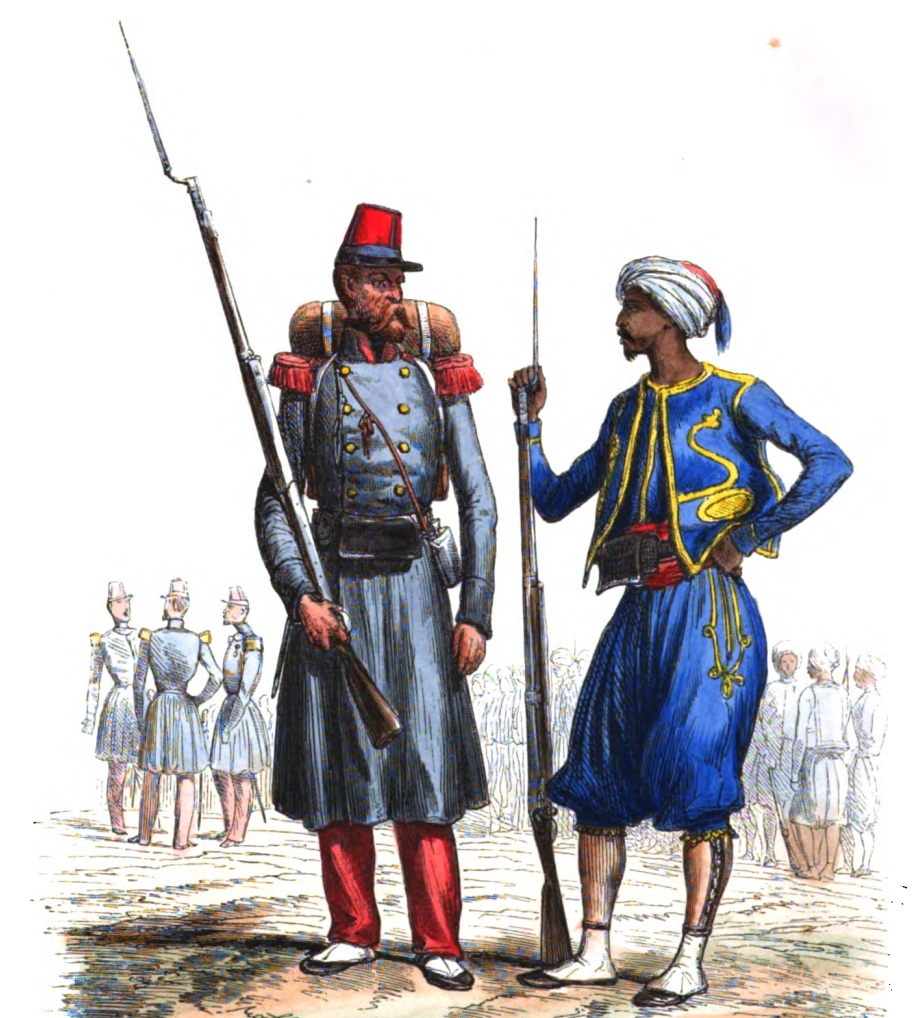
Légion étrangère et tirailleurs indigènes vers 1840

### Afrique du Nord
Les tirailleurs nord-africains appartenaient à l'Armée d'Afrique.
- Tirailleurs algériens
- Tirailleurs marocains
- Tirailleurs tunisiens

#### Décorations des régiments
Pour les décorations et les citations, les régiments de tirailleurs nord-africains sont avec les Zouaves parmi les plus décorés de l'armée française.
Même s'ils ne furent pas à strictement parler des Tirailleurs, il convient également de mentionner les Goums marocains, tant ces fantassins participèrent étroitement aux opérations dans lesquelles les Tirailleurs furent impliqués surtout lors de la Seconde Guerre mondiale.
À ce jour[Quand ?], sur les 34 drapeaux d'Infanterie de l'armée française décorés de la Légion d'honneur, 8 sont des régiments de fantassins nord-africains. Sur les 4 drapeaux de régiments de l'Armée française décorés à la fois de la Légion d'honneur et de la Médaille Militaire on compte un régiment de tirailleur, le 2e R.T.A,,.
Au cours de la Première Guerre mondiale, les faits d'armes des fantassins nord-africains leur valurent les plus hautes distinctions. Ils obtiennent plus de 20 % des plus hautes distinctions décernées (Drapeaux décorés de la Légion d'honneur ou de la Médaille militaire et fourragères rouges à la couleur de la Légion d'Honneur) alors que leurs effectifs au combat ne représentent à la fin de la guerre que 2 % du total des combattants,.
Au cours de cette guerre, au total, environ 815 régiments de toutes les armes ont été engagés par la France. Sur les 19 régiments d'infanterie qui ont eu leur drapeau décoré de la Légion d'honneur ou de la Médaille militaire on dénombre 4 régiments de tirailleurs. Sur les 17 régiments (et 6 bataillons) qui ont reçu la fourragère à la couleur de la Légion d'honneur (au moins 6 citations à l'ordre de l'Armée) on dénombre également 4 régiments de tirailleurs.
En outre, les 16 régiments de Tirailleurs nord-africains en activité au 31 août 1918 ont tous obtenu la fourragère (au moins 2 citations à l'ordre de l'Armée) totalisant 62 citations à l'ordre de l'armée; 7 reçurent la fourragère aux couleurs de la Croix de Guerre, 5 la fourragère aux couleurs de la Médaille militaire et 4 fourragère aux couleurs de la Légion d'honneur,,.
Durant la Seconde Guerre mondiale, sur 36 régiments d'infanterie qui reçurent la fourragère (au moins deux citations à l'ordre de l'Armée), 14 sont des régiments de fantassins nord-africains (10 de tirailleurs et 4 Tabors marocains).
Deux régiments, les 4e R.T.T et 7e R.T.A ont été cités au moins 10 fois à l'ordre de l'armée de 1914 à 1945 et comptent parmi les plus décorés de l'Armée française.
Il n'y a pas de liaison directe entre le port d'une fourragère et l'attribution au drapeau de la décoration correspondante car c'est uniquement le nombre de citations à l'ordre de l'Armée qui est pris en compte pour l'attribution de la fourragère à une unité.

##### Drapeaux
- Drapeaux décorés de la Légion d'Honneur et de la Médaille militaire
  - 2e régiment de tirailleurs algériens (05/07/1919)
- Drapeaux décorés de la Légion d'honneur[4].
  - 1er régiment de tirailleurs algériens (15/10/1948)
  - 2e régiment de tirailleurs algériens (24/03/1902)
  - 3e régiment de tirailleurs algériens (11/11/1863)
  - 4e régiment de tirailleurs tunisiens (05/07/1919)
  - 7e régiment de tirailleurs algériens (05/07/1919)
  - 4e régiment mixte de zouaves et de tirailleurs, futur 16e R.T.T (05/07/1919)
  - 1er régiment de tirailleurs marocains (11/05/1949)
  - Goums marocains (9 juillet 1952)

##### Fourragères

###### Première Guerre mondiale
- Fourragère aux couleurs du ruban de la Légion d'honneur (6 citations à l'ordre de l'Armée)
  - 2e régiment de tirailleurs algériens (6 citations)
  - 4e régiment de tirailleurs tunisiens (6 citations)
  - 7e régiment de tirailleurs algériens (6 citations)
  - 4e régiment mixte de zouaves et de tirailleurs, futur 16e R.T.T (6 citations)
- Fourragère aux couleurs du ruban de la Médaille militaire (4-5 citations à l'ordre de l'Armée)
  - 1er régiment mixte de zouaves et de tirailleurs futur 43e R.T.A (5 citations)
  - 8e régiment de tirailleurs tunisiens (5 citations)
  - 1er régiment de tirailleurs marocains (5 citations)
  - 1er régiment de tirailleurs algériens (4 citations)
  - 13e régiment de tirailleurs algériens (4 citations)
- Fourragère aux couleurs du ruban de la Croix de guerre 1914-1918 (2-3 citations à l'ordre de l'Armée)
  - 9e régiment de tirailleurs algériens (3 citations)
  - 2e régiment de tirailleurs marocains (2 citations)
  - 3e régiment de tirailleurs algériens (2 citations)
  - 5e régiment de tirailleurs algériens (2 citations)
  - 6e régiment de tirailleurs algériens (2 citations)
  - 10e régiment de tirailleurs algériens (2 citations)
  - 11e régiment de tirailleurs algériens (2 citations)

###### Seconde Guerre mondiale
- Fourragère aux couleurs du ruban de la Médaille Militaire avec olive aux couleurs du ruban de la Croix de guerre 1939-1945 (4-5 citations à l'ordre de l'Armée)
  - 3e régiment de tirailleurs algériens (4 citations)
  - 4e régiment de tirailleurs tunisiens (4 citations)
  - 2e groupement de Tabors marocains (4 citations)
- Fourragère aux couleurs du ruban de la croix de guerre 1914-1918 avec olive aux couleurs du ruban de la croix de guerre 1939-1945 (2-3 citations à l'ordre de l'Armée)
  - 7e régiment de tirailleurs algériens (3 citations)
  - 4e régiment de tirailleurs marocains (3 citations)
  - 5e régiment de tirailleurs marocains (3 citations)
  - 8e régiment de tirailleurs marocains (3 citations)
  - 1er régiment de tirailleurs marocains (2 citations)
  - 2e régiment de tirailleurs marocains (2 citations)
  - 6e régiment de tirailleurs marocains (2 citations)
  - 7e régiment de tirailleurs marocains (2 citations)
  - 22e bataillon de marche nord-africain (2 citations)
  - 1er groupement de Tabors marocains (2 citations)
  - 2e groupement de Tabors marocains (2 citations)
  - 4e groupement de Tabors marocains (2 citations)

###### Guerre d'Indochine
- Fourragère aux couleurs du ruban de la Médaille militaire avec olive aux couleurs du ruban de la Croix de guerre des Théâtres d'opérations extérieurs (4-5 citations à l'ordre de l'Armée)
  - 7e régiment de tirailleurs algériens (4e bataillon)

##### Citations collectives

###### Première Guerre mondiale
Les 16 régiments de tirailleurs nord-africains (dont 2 mixtes zouaves-tirailleurs qui ont conservé l'appellation mixte sans l'être) en activité au 31 août 1918 ont obtenu 62 citations à l'ordre de l'armée (sans compter les citations obtenues par les bataillons et les compagnies) au cours de la Première Guerre mondiale. Le décret du 5 juillet 1919 a également attribué la Légion d'honneur aux drapeaux des 4e, 7e RMT et 4e RMZT et la médaille militaire au drapeau du 2e RMT déjà décoré de la Légion d'honneur.

###### Seconde Guerre mondiale
Les régiments de tirailleurs nord-africains et les quatre groupements de tabors marocains ont obtenu 46 citations à l'ordre de l'armée au cours de la Seconde Guerre mondiale (sans compter les citations obtenues par les bataillons et les compagnies), soit 36 pour les régiments de Tirailleurs (11 lors de la campagne de France de 1939-1940, 2 lors de la campagne de Tunisie de 1942-1943, 12 lors de la campagne d'Italie de 1943-44 et 11 lors des campagnes de France et d'Allemagne de 1944-1945) et 10 pour les Groupements de tabors marocains.

### Afrique Subsaharienne
Les tirailleurs sénégalais, terme générique désignant les tirailleurs d'Afrique subsaharienne, appartenaient à l'Armée coloniale.
- Tirailleurs sénégalais
- Tirailleurs malgaches
- Tirailleurs somalis

#### Décorations des régiments
Le seul drapeau de tirailleurs sénégalais décoré de la Légion d'honneur est celui du 1er régiment décoré en 1913.
Parmi les tirailleurs d'Afrique subsaharienne, seuls 11 bataillons, sur un total de 91 bataillons combattants en 1914-1918 constitués au cours de la guerre, ont obtenu la fourragère : le 43e bataillon de tirailleurs sénégalais qui a reçu la fourragère aux couleurs de la médaille militaire pour ses 4 citations à l'ordre de l'armée et 8 bataillons de tirailleurs sénégalais, 1 bataillon de tirailleurs malgaches et le bataillon de tirailleurs somalis qui ont obtenu la fourragère aux couleurs de la croix de guerre 1914-1918.

##### Drapeaux
- Drapeaux décorés de la Légion d'honneur[4].
  - 1er régiment de tirailleurs sénégalais (27/02/1913)

##### Fourragères

###### Première Guerre mondiale
- Fourragère aux couleurs du ruban de la Médaille militaire (4-5 citations à l'ordre de l'Armée)
  - 1er régiment de tirailleurs sénégalais (4 citations obtenues par le 43e BTS)[18]
- Fourragère aux couleurs du ruban de la Croix de guerre 1914-1918 (2-3 citations à l'ordre de l'Armée)
  - 12e bataillon de tirailleurs malgaches (3 citations)
  - 1er bataillon de tirailleurs somalis (2 citations)
  - 27e bataillon de tirailleurs sénégalais (2 citations)
  - 36e bataillon de tirailleurs sénégalais (2 citations)
  - 53e bataillon de tirailleurs sénégalais (2 citations)
  - 61e bataillon de tirailleurs sénégalais (2 citations)
  - 62e bataillon de tirailleurs sénégalais (2 citations)
  - 64e bataillon de tirailleurs sénégalais (2 citations)
  - 68e bataillon de tirailleurs sénégalais (2 citations)
  - 69e bataillon de tirailleurs sénégalais (2 citations)

###### Seconde Guerre mondiale
Au cours de la Seconde Guerre mondiale, un régiment et deux bataillons ont obtenu la fourragère aux couleurs de la croix de guerre 1939-1945 (2-3 citations). Le Bataillon de marche n°2 fut la première unité de l'armée de terre française à recevoir la croix de l'ordre de la Libération le 9 septembre 1942.
- Compagnon de la Libération
  - Bataillon de marche n°2
- Fourragère aux couleurs du ruban de la Croix de guerre 1939-1945 (2 citations à l'ordre de l'Armée)
  - Régiment de tirailleurs sénégalais du Tchad
  - Bataillon de marche n°2
  - Bataillon de marche n°5

## Lettonie
Dans l'armée impériale russe des hommes provenant de Lettonie ont combattu en tant que tirailleurs de 1914 à 1917 avant de se rallier aux Bolcheviks durant la révolution russe de Lénine en 1917 ; ce sont les fameux tirailleurs rouges de Lettonie.

## Galerie

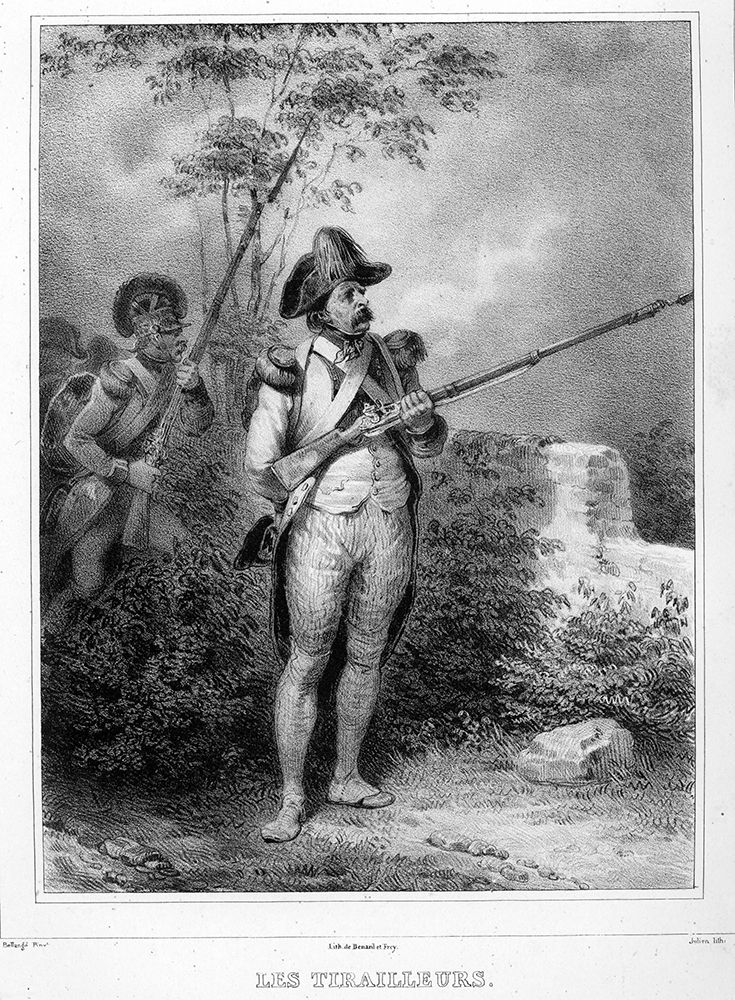